# Stephanie Brind
Stephanie Brind (* 8. Juni 1977 in Bexleyheath) ist eine ehemalige englische Squashspielerin.

## Karriere
Stephanie Brind war von 1995 bis 2005 auf der WSA World Tour aktiv und gewann einen Titel bei insgesamt acht Finalteilnahmen. Ihre beste Platzierung in der Weltrangliste erreichte sie mit Rang vier im November 2001.
Mit der englischen Nationalmannschaft gewann sie von 1999 bis 2002 viermal in Folge den Titel bei den Europameisterschaften. Bei Weltmeisterschaften gewann sie mit England 2000 nach einem 2:1 gegen Australien im Finale den Titel. Brind gewann ihre Finalpartie gegen Robyn Cooper in vier Sätzen. 2002 stand sie mit der Mannschaft erneut im Endspiel, das dieses Mal Australien mit 2:1 gewann. Brind unterlag Natalie Grinham in vier Sätzen.
Zwischen 1998 und 2004 stand Stephanie Brind siebenmal in Folge im Hauptfeld der Einzelweltmeisterschaft. Ihr bestes Abschneiden war jeweils der Viertelfinaleinzug 1998, 2000 und 2001. Sie nahm an den Commonwealth Games 2002 teil und erreichte im Einzel und Damendoppel jeweils das Viertelfinale.

## Erfolge
- Weltmeister mit der Mannschaft: 2000
- Europameister mit der Mannschaft: 4 Titel (1999–2002)
- Gewonnene WSA-Titel: 1